# Lista seriali i programów telewizyjnych na podstawie publikacji Marvel Comics
Poniższa lista zawiera seriale telewizyjne fabularne i animowane, seriale i programy dokumentalne oraz inne produkcje telewizyjne na podstawie komiksów wydawnictwa Marvel Comics oraz inspirowane nimi. Uwzględnione zostały w niej seriale wyprodukowane na potrzeby tradycyjnych stacji telewizyjnych, platform streamingowych i direct-to-video.

## Seriale aktorskie

### Zakończone
| Lata emisji | Tytuł                                                                          | Ilość sezonów | Ilość odcinków | Emisja                                             | Wytwórnia | Uwagi                                                                               | Przypis                            |
| ----------- | ------------------------------------------------------------------------------ | ------------- | -------------- | -------------------------------------------------- | --- | ----------------------------------------------------------------------------------- | ---------------------------------- |
| 1977–1979   | The Amazing Spider-Man                                                         | 2             | 14             | CBS (Stany Zjednoczone)                            | Charles Fries Productions / Dan Goodman Productions / Columbia Pictures Television                                                                    |                                                                                     | [ 1 ]                              |
| 1977–1982   | The Incredible Hulk                                                            | 5             | 83             | CBS (Stany Zjednoczone)                            | Universal Television |                                                                                     | [ 2 ]                              |
| 1978–1979   | Spider-Man Supaidâman (jap. スパイダーマン)                                    | 1             | 41             | TV Tokyo (Japonia)                                 | Toei Company | inspirowany postacią Spider-Mana, produkcja japońska                                | [ 3 ]                              |
| 1979–1980   | Battle Fever J Batoru Fībā Jei (jap. バトルフィーバーJ)                        | 1             | 52             | TV Asahi (Japonia)                                 | Toei Company / TV Asahi / Marvel Comics | inspirowany komiksami Marvela, część Super Sentai, produkcja japońska               | [ 4 ]                              |
| 1980–1981   | Electro-Squadron Denjiman Denshi Sentai Denjiman (jap. 電子戦隊デンジマン)     | 1             | 51             | TV Asahi (Japonia)                                 | Toei Company / TV Asahi / Marvel Comics | inspirowany komiksami Marvela, część Super Sentai, produkcja japońska               | [ 4 ]                              |
| 1981–1982   | Solar Squadron Sun Vulcan Taiyō Sentai San Barukan (jap. 太陽戦隊サンバルカン) | 1             | 50             | TV Asahi (Japonia)                                 | Toei Company / TV Asahi / Marvel Comics | inspirowany komiksami Marvela, część Super Sentai, produkcja japońska               | [ 4 ]                              |
| 2001–2004   | Pokolenie mutantów Mutant X                                                    | 3             | 66             | AXN (Polska)                                       | Marvel Studios / Fireworks Entertainment / Global Television Network                                                                                  | planowany jako serial X-Menach, zmieniony z powodów prawnych                        | [ 5 ]                              |
| 2006        | Blade: The Series                                                              | 1             | 12             | Spike TV                                           | New Line Television / Phantom Four Films / Marvel Entertainment                                                                                       | kontynuacja filmu Blade: Mroczna trójca                                             | [ 6 ]                              |
| 2013–2020   | Agenci T.A.R.C.Z.Y. Marvel’s Agents of S.H.I.E.L.D.                            | 7             | 136            | ABC (Stany Zjednoczone) Fox / Showmax (Polska)     | ABC Studios / Marvel Television / Mutant Enemy Productions                                                                                            | powiązany z Filmowym Uniwersum Marvela                                              | [ 7 ]                              |
| 2015–2016   | Agentka Carter Marvel’s Agent Carter                                           | 2             | 18             | ABC (Stany Zjednoczone) Fox (Polska)               | ABC Studios / Marvel Television / F&B Fazekas & Butters                                                                                               | powiązany z Filmowym Uniwersum Marvela                                              | [ 8 ]                              |
| 2015–2018   | Daredevil Marvel’s Daredevil                                                   | 3             | 39             | Netflix (Stany Zjednoczone, Polska)                | ABC Studios / Marvel Television / DeKnight Productions / Goddard Textiles                                                                             | powiązany z Filmowym Uniwersum Marvela                                              | [ 9 ]                              |
| 2015–2019   | Jessica Jones Marvel’s Jessica Jones                                           | 3             | 39             | Netflix (Stany Zjednoczone, Polska)                | ABC Studios / Marvel Television / Tall Girls Productions                                                                                              | powiązany z Filmowym Uniwersum Marvela                                              | [ 10 ]                             |
| 2016        | Agenci T.A.R.C.Z.Y.: Slingshot Marvel’s Agents of S.H.I.E.L.D.: Slingshot      | 1             | 6              | YouTube                                            | ABC Studios / Marvel Television | krótkometrażowy serial internetowy, powiązany z Filmowym Uniwersum Marvela          | [ 11 ]                             |
| 2016–2018   | Luke Cage Marvel’s Luke Cage                                                   | 2             | 26             | Netflix (Stany Zjednoczone, Polska)                | ABC Studios / Marvel Television | powiązany z Filmowym Uniwersum Marvela                                              | [ 12 ]                             |
| 2017–2018   | Iron Fist Marvel’s Iron Fist                                                   | 2             | 23             | Netflix (Stany Zjednoczone, Polska)                | ABC Studios / Marvel Television / Devilina Productions                                                                                                | powiązany z Filmowym Uniwersum Marvela                                              | [ 13 ]                             |
| 2017        | Defenders Marvel’s The Defenders                                               | 1             | 8              | Netflix (Stany Zjednoczone, Polska)                | ABC Studios / Marvel Television / Goddard Textiles / Nine and a Half Fingers                                                                          | powiązany z Filmowym Uniwersum Marvela                                              | [ 14 ]                             |
| 2017        | Inhumans Marvel’s Inhumans                                                     | 1             | 8              | ABC (Stany Zjednoczone) Showmax (Polska)           | ABC Studios / Marvel Television / Devilina Productions                                                                                                | powiązany z Filmowym Uniwersum Marvela                                              | [ 15 ]                             |
| 2017–2019   | Punisher Marvel’s The Punisher                                                 | 2             | 26             | Netflix (Stany Zjednoczone, Polska)                | ABC Studios / Marvel Television / Bohemian Risk Productions                                                                                           | powiązany z Filmowym Uniwersum Marvela                                              | [ 16 ]                             |
| 2017–2019   | Legion                                                                         | 3             | 27             | FX (Stany Zjednoczone) Fox (Polska)                | FX Productions / Marvel Television / 26 Keys Productions / The Donners’ Company / Bad Hat Harry Productions / Kinberg Genre                           |                                                                                     | [ 17 ]                             |
| 2017–2019   | The Gifted: Naznaczeni The Gifted                                              | 2             | 29             | FOX (Stany Zjednoczone) Fox (Polska)               | 20th Century Fox Television / Marvel Television / Flying Glass of Milk Productions / The Donners’ Company / Bad Hat Harry Productions / Kinberg Genre |                                                                                     | [ 18 ]                             |
| 2017–2019   | Runaways Marvel’s Runaways                                                     | 2             | 33             | Hulu (Stany Zjednoczone) Showmax / Sci Fi (Polska) | ABC Signature Studios / Marvel Television / Fake Empire Productions                                                                                   | powiązany z Filmowym Uniwersum Marvela                                              | [ 19 ]                             |
| 2018–2019   | Cloak & Dagger Marvel’s Cloak & Dagger                                         | 2             | 20             | Freeform (Stany Zjednoczone) Showmax (Polska)      | ABC Signature Studios / Marvel Television / Wandering Rocks Productions                                                                               | powiązany z Filmowym Uniwersum Marvela                                              | [ 20 ]                             |
| 2020        | Helstrom                                                                       | 1             | 10             | Hulu (Stany Zjednoczone, Polska) Fox (Polska)      | ABC Signature Studios / Marvel Television | powiązany z Filmowym Uniwersum Marvela                                              | [ 21 ]                             |
| 2021        | WandaVision                                                                    | 1             | 9              | Disney+ (Stany Zjednoczone, Polska)                | Marvel Studios | część Fazy IV Filmowego Uniwersum Marvela                                           | [ 22 ]                             |
| 2021        | Falcon i Zimowy Żołnierz The Falcon and the Winter Soldier                     | 1             | 6              | Disney+ (Stany Zjednoczone, Polska)                | Marvel Studios | część Fazy IV Filmowego Uniwersum Marvela                                           | [ 23 ]                             |
| 2021–2023   | Loki                                                                           | 2             | 12             | Disney+ (Stany Zjednoczone, Polska)                | Marvel Studios | 1. sezon jako część Fazy IV Filmowego Uniwersum Marvela, 2. sezon jako część V Fazy | [ 24 ]                             |
| 2021        | Hawkeye                                                                        | 1             | 6              | Disney+ (Stany Zjednoczone, Polska)                | Marvel Studios | część Fazy IV Filmowego Uniwersum Marvela                                           | [ 25 ]                             |
| 2022        | Moon Knight                                                                    | 1             | 6              | Disney+ (Stany Zjednoczone, Polska)                | Marvel Studios | część Fazy IV Filmowego Uniwersum Marvela                                           | [ 26 ]                             |
| 2022        | Ms. Marvel                                                                     | 1             | 6              | Disney+ (Stany Zjednoczone, Polska)                | Marvel Studios | część Fazy IV Filmowego Uniwersum Marvela                                           | [ 27 ]                             |
| 2022        | Mecenas She-Hulk She-Hulk: Attorney at Law                                     | 1             | 9              | Disney+ (Stany Zjednoczone, Polska)                | Marvel Studios | część Fazy IV Filmowego Uniwersum Marvela                                           | [ 28 ]                             |
| 2023        | Tajna inwazja Secret Invasion                                                  | 1             | 6              | Disney+ (Stany Zjednoczone, Polska)                | Marvel Studios | część Fazy V Filmowego Uniwersum Marvela                                            | [ 29 ] [ 30 ]                      |
| 2024        | Echo                                                                           | 1             | 5              | Disney+ (Stany Zjednoczone, Polska)                | Marvel Studios | część Fazy V Filmowego Uniwersum Marvela                                            | [ 31 ] [ 30 ] [ 32 ]               |
| 2024        | To zawsze Agatha Agatha All Along                                              | 1             | 9              | Disney+ (Stany Zjednoczone, Polska)                | Marvel Studios | część Fazy V Filmowego Uniwersum Marvela                                            | [ 33 ] [ 30 ] [ 34 ] [ 32 ] [ 35 ] |

### Zapowiedziane
| Lata emisji | Tytuł                 | Emisja                              | Wytwórnia      | Uwagi                                    | Przypis              |
| ----------- | --------------------- | ----------------------------------- | -------------- | ---------------------------------------- | -------------------- |
| 2025        | Daredevil: Odrodzenie | Disney+ (Stany Zjednoczone, Polska) | Marvel Studios | część Fazy V Filmowego Uniwersum Marvela | [ 30 ] [ 32 ] [ 35 ] |
| 2025        | Ironheart             | Disney+ (Stany Zjednoczone, Polska) | Marvel Studios | część Fazy V Filmowego Uniwersum Marvela | [ 36 ] [ 30 ] [ 35 ] |

## Seriale aktorskie na podstawie imprintów
| Lata emisji | Tytuł                    | Ilość sezonów | Ilość odcinków | Emisja                                                     | Wytwórnia                                                  | Uwagi                 | Przypis |
| ----------- | ------------------------ | ------------- | -------------- | ---------------------------------------------------------- | ---------------------------------------------------------- | --------------------- | ------- |
| 1997–1999   | Nocny człowiek Night Man | 2             | 44             |                                                            | Alliance Atlantis / Village Roadshow Pictures              | imprint Malibu Comics | [ 37 ]  |
| 2015–2016   | Powers                   | 2             | 20             | PlayStation Network (Stany Zjednoczone) AXN Black (Polska) | Sony Pictures Television / Circle of Confusion / Jinxworld | imprint Icon Comics   | [ 38 ]  |

## Seriale dokumentalne

### Zakończone
| Lata emisji | Tytuł                                                                                     | Ilość sezonów | Ilość odcinków | Emisja                              | Wytwórnia                      | Uwagi | Przypis |
| ----------- | ----------------------------------------------------------------------------------------- | ------------- | -------------- | ----------------------------------- | ------------------------------ | ----- | ------- |
| 2019–2020   | Projekt bohater Marvel’s Hero Project                                                     | 1             | 20             | Disney+ (Stany Zjednoczone, Polska) | Marvel New Media               |       | [ 39 ]  |
| 2020        | 616 Marvel’s 616                                                                          | 1             | 8              | Disney+ (Stany Zjednoczone, Polska) | Marvel New Media / Supper Club |       | [ 40 ]  |
| 2023        | Na cały głos: Muzyka z „Wakanda w moim sercu” Voices Rising: The Music of Wakanda Forever | 1             | 3              | Disney+ (Stany Zjednoczone, Polska) | Marvel Studios                 |       | [ 41 ]  |

### Trwające
| Lata emisji | Tytuł                                   | Emisja                              | Wytwórnia                                                              | Uwagi | Przypis |
| ----------- | --------------------------------------- | ----------------------------------- | ---------------------------------------------------------------------- | ----- | ------- |
| 2021–       | Legendy Marvela Marvel Studios: Legends | Disney+ (Stany Zjednoczone, Polska) | Marvel Studios                                                         |       | [ 42 ]  |
| 2021–       | Assembled                               | Disney+ (Stany Zjednoczone, Polska) | Marvel Studios                                                         |       | [ 43 ]  |
| 2023–       | MPower                                  | Disney+ (Stany Zjednoczone, Polska) | Herzog & Co. / Cinestar Pictures / Just Entertainment / Marvel Studios |       | [ 44 ]  |

## Seriale animowane

### Zakończone
| Lata emisji | Tytuł                                                                                          | Ilość sezonów | Ilość odcinków | Emisja                                                                         | Wytwórnia | Uwagi                                        | Przypis |
| ----------- | ---------------------------------------------------------------------------------------------- | ------------- | -------------- | ------------------------------------------------------------------------------ | --- | -------------------------------------------- | ------- |
| 1966        | The Marvel Super Heroes                                                                        | 1             | 65             | ABC (Stany Zjednoczone)                                                        | Grantray-Lawrence Animation / Marvel Comics Group |                                              | [ 45 ]  |
| 1967–1968   | Fantastyczna Czwórka Fantastic Four                                                            | 1             | 19             | ABC (Stany Zjednoczone)                                                        | Hanna-Barbera Productions / Marvel Comics Group |                                              | [ 46 ]  |
| 1967–1970   | Spider-Man                                                                                     | 3             | 52             | ABC (Stany Zjednoczone)                                                        | Grantray-Lawrence Animation / Krantz Films / Marvel Comics Group                                                                                                 |                                              | [ 47 ]  |
| 1978        | Fantastyczna Czwórka Fantastic Four                                                            | 1             | 13             | NBC (Stany Zjednoczone)                                                        | DePatie-Freleng Enterprises / Marvel Comics Animation |                                              | [ 46 ]  |
| 1979–1980   | Spider-Woman                                                                                   | 1             | 16             | ABC (Stany Zjednoczone)                                                        | DePatie-Freleng Enterprises / Marvel Comics Animation |                                              | [ 47 ]  |
| 1981–1982   | Spider-Man                                                                                     | 1             | 26             | NBC (Stany Zjednoczone)                                                        | Marvel Productions |                                              | [ 47 ]  |
| 1981–1983   | Człowiek-Pająk i jego niezwykli przyjaciele Spider-Man and His Amazing Friends                 | 3             | 24             | NBC (Stany Zjednoczone)                                                        | Marvel Productions |                                              | [ 47 ]  |
| 1982–1983   | The Incredible Hulk                                                                            | 1             | 13             | NBC (Stany Zjednoczone)                                                        | Marvel Productions |                                              | [ 48 ]  |
| 1992–1997   | X-Men                                                                                          | 5             | 76             | Fox Kids (Stany Zjednoczone, Polska)                                           | Graz Entertainment / Marvel Entertainment Group / Saban Entertainment / New World Entertainment / Genesis Entertainment / New World Animation                    |                                              | [ 49 ]  |
| 1994–1996   | Fantastyczna Czwórka Fantastic Four                                                            | 2             | 26             | TVN (Polska)                                                                   | Marvel Films / Saban Entertainment / New World Entertainment / Genesis Entertainment / New World Animation                                                       |                                              | [ 46 ]  |
| 1994–1996   | Iron Man: Obrońca dobra Iron Man                                                               | 2             | 26             | Canal+ (Polska)                                                                | Marvel Films / Saban Entertainment / New World Entertainment / Genesis Entertainment / New World Animation                                                       |                                              | [ 50 ]  |
| 1994–1998   | Spider-Man                                                                                     | 5             | 65             | Fox Kids (Stany Zjednoczone)                                                   | Marvel Studios / Saban Entertainment / New World Entertainment / New World Animation                                                                             |                                              | [ 47 ]  |
| 1996–1997   | The Incredible Hulk                                                                            | 2             | 21             | UPN Kids (Stany Zjednoczone)                                                   | Marvel Studios / Saban Entertainment / New World Entertainment / New World Animation                                                                             |                                              | [ 51 ]  |
| 1998        | Srebrny Surfer Silver Surfer                                                                   | 1             | 13             | Fox Kids (Stany Zjednoczone)                                                   | Marvel Studios / Saban Entertainment |                                              | [ 52 ]  |
| 1999–2000   | Avengers The Avengers: United They Stand                                                       | 1             | 13             | Fox Kids (Stany Zjednoczone)                                                   | Marvel Studios / Saban Entertainment |                                              | [ 53 ]  |
| 1999–2001   | Niezwyciężony Spider-Man Spider-Man Unlimited                                                  | 1             | 13             | Fox Kids (Stany Zjednoczone)                                                   | Marvel Studios / Saban Entertainment |                                              | [ 47 ]  |
| 2000–2003   | X-Men: Ewolucja X-Men: Evolution                                                               | 4             | 52             | The WB (Stany Zjednoczone) Cartoon Network (Polska)                            | Film Roman / Marvel Studios |                                              | [ 49 ]  |
| 2003        | Spider-Man Spider-Man: The New Animated Series                                                 | 1             | 13             | MTV (Stany Zjednoczone)                                                        | Mainframe Entertainment / Marvel Entertainment / Adelaide Productions                                                                                            |                                              | [ 54 ]  |
| 2006–2010   | Fantastyczna Czwórka Fantastic Four: World’s Greatest Heroes                                   | 1             | 26             | Cartoon Network (Stany Zjednoczone, Polska)                                    | Marvel Studios / MoonScoop Group / M6 / Taffy Entertainment |                                              | [ 55 ]  |
| 2008–2009   | The Spectacular Spider-Man                                                                     | 2             | 26             | The CW / Disney XD (Stany Zjednoczone)                                         | Adelaide Productions / Culver Entertainment / Marvel Entertainment / Sony Pictures Television                                                                    |                                              | [ 56 ]  |
| 2008–2009   | Wolverine and the X-Men                                                                        | 1             | 26             | Nicktoons (Stany Zjednoczone)                                                  | Marvel Studios / Toonz Entertainment / First Serve International / Liberation Entertainment / EVA Finance GmbH / Marvel Animation                                |                                              | [ 49 ]  |
| 2009–2011   | Super Hero Squad                                                                               | 2             | 52             | Cartoon Network (Stany Zjednoczone) Disney XD (Polska)                         | Film Roman / Ingenious Media / Marvel Animation |                                              | [ 57 ]  |
| 2009–2012   | Iron Man: Armored Adventures                                                                   | 2             | 52             | France 2 / France 4 (Francja) Nicktoons (Stany Zjednoczone) Disney XD (Polska) | Marvel Animation / Method Animation / DQ Entertainment / France 2 / Isle of Man Film / Genius / LuxAnimation / Fabrique D’Images / France Télévisions / Onyx Lux |                                              | [ 58 ]  |
| 2009–2015   | Marvel Knights Animation                                                                       | –             | –              | Direct-to-video                                                                | Marvel Knights Animation | seria 15 animowanych komiksów wydana na DVD  | [ 59 ]  |
| 2010–2012   | Avengers: Potęga i moc The Avengers: Earth’s Mightiest Heroes                                  | 2             | 52             | Disney XD (Stany Zjednoczone, Polska)                                          | Film Roman / Ingenious Media / Marvel Animation |                                              | [ 60 ]  |
| 2010        | Iron Man Aian Man (jap. アイアンマン)                                                          | 1             | 12             | Animax (Japonia) G4 (Stany Zjednoczone)                                        | Madhouse | japoński serial anime                        | [ 61 ]  |
| 2011        | Wolverine Uruvarin (jap. ウルヴァリン)                                                         | 1             | 12             | Animax (Japonia) G4 (Stany Zjednoczone)                                        | Madhouse | japoński serial anime                        | [ 62 ]  |
| 2011        | X-Men Ekkusu Men (jap. エックスメン)                                                           | 1             | 12             | Animax (Japonia) G4 (Stany Zjednoczone)                                        | Madhouse | japoński serial anime                        | [ 63 ]  |
| 2011        | Blade. Wieczny łowca Bureido (jap. ブレイド)                                                   | 1             | 12             | Animax (Japonia) G4 (Stany Zjednoczone)                                        | Madhouse | japoński serial anime                        | [ 64 ]  |
| 2012–2017   | Mega Spider-Man Ultimate Spider-Man                                                            | 4             | 104            | Disney XD (Stany Zjednoczone, Polska)                                          | Film Roman / Marvel Animation |                                              | [ 65 ]  |
| 2013–2015   | Hulk i agenci M.I.A.Z.G.I. Marvel’s Hulk and the Agents of S.M.A.S.H.                          | 2             | 52             | Disney XD (Stany Zjednoczone, Polska)                                          | Film Roman / Marvel Animation |                                              | [ 66 ]  |
| 2013–2019   | Avengers: Zjednoczeni Marvel’s Avengers Assemble                                               | 5             | 126            | Disney XD (Stany Zjednoczone, Polska)                                          | Marvel Animation |                                              | [ 67 ]  |
| 2014–2015   | Marvel Disk Wars: The Avengers Disuku Wōzu: Abenjāzu (jap. ディスク・ウォーズ：アベンジャーズ) | –             | 51             | TX Network (Japonia)                                                           | Toei Animation / Marvel Entertainment / The Walt Disney Company Japan                                                                                            | japoński serial anime                        | [ 68 ]  |
| 2015–2019   | Strażnicy Galaktyki Marvel’s Guardians of the Galaxy                                           | 3             | 78             | Disney XD (Stany Zjednoczone, Polska)                                          | Marvel Animation |                                              | [ 69 ]  |
| 2017–2018   | Marvel Future Avengers Māberu Fu~yūchā Abenjāzu (jap. マーベル フューチャー・アベンジャーズ)   | 2             | 39             | Dlife (Japonia)                                                                | Madhouse / Marvel Entertainment / The Walt Disney Company Japan                                                                                                  | japoński serial anime                        | [ 70 ]  |
| 2017–2020   | Spider-Man Marvel’s Spider-Man                                                                 | 3             | 64             | Disney XD (Stany Zjednoczone, Polska)                                          | Marvel Animation |                                              | [ 71 ]  |
| 2017–2021   | Wielka szóstka: Serial Big Hero 6: The Series                                                  | 3             | 56             | Disney XD (Stany Zjednoczone, Polska)                                          | Disney Television Animation | kontynuacja filmu Wielka szóstka z 2014 roku | [ 72 ]  |
| 2021        | M.O.D.O.K. Marvel’s M.O.D.O.K.                                                                 | 1             | 10             | Hulu (Stany Zjednoczone) Disney+ (Polska)                                      | Marvel Television / Stoopid Buddy Stoodios |                                              | [ 73 ]  |

### Trwające
| Lata emisji | Tytuł                                                                | Ilość sezonów | Ilość odcinków | Emisja                                    | Wytwórnia                                                                 | Uwagi                                                                                        | Przypis              |
| ----------- | -------------------------------------------------------------------- | ------------- | -------------- | ----------------------------------------- | ------------------------------------------------------------------------- | -------------------------------------------------------------------------------------------- | -------------------- |
| 2021–       | A gdyby…? What If…?                                                  | 2             | 18             | Disney+ (Stany Zjednoczone, Polska)       | Marvel Studios                                                            | część Filmowego Uniwersum Marvela, zamówiony 3. sezon                                        | [ 74 ] [ 75 ]        |
| 2021–       | Spidey i super-kumple Marvel’s Spidey and His Amazing Friends        | 3             | 65             | Disney Junior (Stany Zjednoczone, Polska) | Marvel Animation / Marvel Studios / Atomic Cartoons                       |                                                                                              | [ 76 ] [ 77 ] [ 78 ] |
| 2021–       | Hit-Monkey Marvel’s Hit-Monkey                                       | 1             | 10             | Hulu (Stany Zjednoczone) Disney+ (Polska) | Marvel Television / Floyd County Productions / 20th Television Animation  | zamówiony 2. sezon                                                                           | [ 79 ] [ 80 ]        |
| 2023–       | Moon Girl i Diabelski Dinozaur Marvel’s Moon Girl and Devil Dinosaur | 2             | 30             | Disney Channel (Stany Zjednoczone)        | Disney Television Animation / Marvel Animation / Cinema Gypsy Productions |                                                                                              | [ 81 ] [ 82 ]        |
| 2024–       | X-Men ’97                                                            | 1             | 6              | Disney+ (Stany Zjednoczone, Polska)       | Marvel Studios                                                            | część Filmowego Uniwersum Marvela, kontynuacja serialu X-Men z 1992 roku, zamówiony 2. sezon | [ 83 ] [ 84 ]        |

### Zapowiedziane
| Lata emisji | Tytuł                                 | Emisja                              | Wytwórnia      | Uwagi                                                 | Przypis       |
| ----------- | ------------------------------------- | ----------------------------------- | -------------- | ----------------------------------------------------- | ------------- |
| 2024        | Marvel Zombies                        | Disney+ (Stany Zjednoczone, Polska) | Marvel Studios | część Filmowego Uniwersum Marvela                     | [ 85 ]        |
| 2024        | Your Friendly Neighborhood Spider-Man | Disney+ (Stany Zjednoczone, Polska) | Marvel Studios | część Filmowego Uniwersum Marvela, zamówiony 2. sezon | [ 75 ] [ 86 ] |
| 2024        | Eyes of Wakanda                       | Disney+ (Stany Zjednoczone, Polska) | Marvel Studios | część Filmowego Uniwersum Marvela                     | [ 86 ]        |

### Serie krótkometrażowe
| Lata emisji | Tytuł                                                                                    | Ilość sezonów                       | Ilość odcinków | Emisja                                                     | Wytwórnia                                           | Uwagi                                                   | Przypis                 |
| ----------- | ---------------------------------------------------------------------------------------- | ----------------------------------- | -------------- | ---------------------------------------------------------- | --------------------------------------------------- | ------------------------------------------------------- | ----------------------- |
| 2009–2016   | Marvel Superheroes: What the--?!                                                         | –                                   | 50             | YouTube                                                    | Marvel Entertainment                                |                                                         | [ 87 ]                  |
| 2012–2013   | The Fury Files                                                                           | 2                                   | 21             | Disney XD (Stany Zjednoczone)                              | Marvel Entertainment                                |                                                         | [ 88 ]                  |
| 2013        | Lego Bohaterowie Marvela: Doładowani na maksa Lego Marvel Super Heroes: Maximum Overload | –                                   | 5              | marvel.com                                                 | Arc Productions                                     |                                                         | [ 89 ]                  |
| 2015–2017   | Strażnicy Galaktyki Marvel’s Guardians of the Galaxy: Shorts                             | 2                                   | 16             | Disney XD / YouTube (Stany Zjednoczone)                    | Marvel Animation                                    | wprowadzenie do serialu Strażnicy Galaktyki             | [ 90 ] [ 91 ]           |
| 2016        | Marvel Video Comics: Shorts                                                              | –                                   | 4              | Disney XD (Stany Zjednoczone)                              | Marvel Television                                   |                                                         | [ 92 ]                  |
| 2016–2019   | Marvel Funko                                                                             | 2                                   | 12             | YouTube                                                    | Marvel Animation / Funko Animation Studios          |                                                         | [ 93 ]                  |
| 2017        | Rocket i Groot Marvel’s Rocket & Groot                                                   | 1                                   | 12             | Disney XD (Stany Zjednoczone, Polska)                      | Marvel Animation / Passion Pictures                 |                                                         | [ 94 ]                  |
| 2017        | Ant-Man Marvel’s Ant-Man                                                                 | 1                                   | 6              | Disney XD (Stany Zjednoczone, Polska)                      | Marvel Animation / Passion Pictures                 |                                                         | [ 95 ]                  |
| 2017        | Spider-Man Marvel’s Spider-Man: Shorts                                                   | 1                                   | 6              | Disney XD (Stany Zjednoczone, Polska)                      | Marvel Animation                                    | wprowadzenie do serialu Spider-Man                      | [ 96 ]                  |
| 2017        | Marvel’s Avengers: Secret Wars                                                           | 1                                   | 6              | Disney XD (Stany Zjednoczone)                              | Marvel Animation                                    | wprowadzenie do 3. sezonu serialu Avengers: Zjednoczeni | [ 97 ]                  |
| 2017–2020   | Przygody Super Bohaterów Marvel Super Hero Adventures                                    | 4                                   | 40             | Disney Channel / Disney Junior (Stany Zjednoczone, Polska) | Marvel Animation                                    |                                                         | [ 98 ]                  |
| 2018        | Marvel Rising: Initiation                                                                | 1                                   | 6              | Disney XD (Stany Zjednoczone)                              | Marvel Animation / Passion Pictures                 | powiązany z serią Marvel Rising                         | [ 99 ]                  |
| 2018–2019   | Wielka szóstka: Powrót Baymaxa Big Hero 6: Shorts                                        | 2                                   | 18             | Disney Channel / YouTube                                   | Disney Television Animation                         | powiązany z serialem Wielka szóstka                     | [ 100 ] [ 101 ] [ 102 ] |
| 2018–2021   | Baymax Dreams                                                                            | 1                                   | 6              | Disney Channel / YouTube                                   | Disney Television Animation                         | powiązany z serialem Wielka szóstka                     | [ 103 ]                 |
| 2019        | Baymax & Mochi                                                                           | 1                                   | 3              | Disney Channel / YouTube                                   | Disney Television Animation                         | powiązany z serialem Wielka szóstka                     | [ 104 ]                 |
| 2020        | Battleworld: Mystery of the Thanostones                                                  | 1                                   | 6              | Disney XD (Stany Zjednoczone)                              | Funko Animation Studios                             |                                                         | [ 105 ]                 |
| 2020        | Lego Marvel Avengers: Climate Conundrum                                                  | –                                   | 4              | Disney XD                                                  | The Lego Group                                      |                                                         | [ 106 ]                 |
| 2021–       | Spidey i jego niezwykli przyjaciele Marvel’s Meet Spidey and His Amazing Friends         | 2                                   | 21             | Disney Junior / Disney Channel (Stany Zjednoczone, Polska) | Marvel Animation / Marvel Studios / Atomic Cartoons | wprowadzenie do serialu Spidey i super-kumple           | [ 77 ]                  |
| 2021        | Lego Marvel Avengers: Loki in Training                                                   | –                                   | 4              | Disney XD                                                  | The Lego Group                                      |                                                         | [ 107 ]                 |
| 2022        | Lego Marvel Avengers: Time Twisted                                                       | –                                   | 5              | Disney XD                                                  | The Lego Group                                      |                                                         | [ 108 ]                 |
| 2022        | Baymax!                                                                                  | Disney+ (Stany Zjednoczone, Polska) | 1              | 6                                                          | Walt Disney Animation Studios                       | spin-off serialu Wielka szóstka                         | [ 36 ]                  |
| 2022–       | Ja jestem Groot I am Groot                                                               | Disney+ (Stany Zjednoczone, Polska) | 2              | 10                                                         | Marvel Studios                                      | część Filmowego Uniwersum Marvela                       | [ 36 ] [ 109 ]          |

### Seriale animowane na podstawie imprintów
| Lata emisji | Tytuł                                             | Ilość sezonów | Ilość odcinków | Emisja                                     | Wytwórnia                                                                 | Uwagi | Przypis |
| ----------- | ------------------------------------------------- | ------------- | -------------- | ------------------------------------------ | ------------------------------------------------------------------------- | ----- | ------- |
| 1995        | UltraForce                                        | 1             | 13             | USA Network (Stany Zjednoczone)            | DIC Entertainment / Bohbot Entertainment                                  |       | [ 110 ] |
| 1997–2001   | Faceci w czerni Men in Black: The Animated Series | 4             | 53             | The WB (Stany Zjednoczone) Polsat (Polska) | Amblin Entertainment / Adelaide Productions / Columbia TriStar Television |       | [ 111 ] |
| 2021        | Super Crooks                                      | 1             | 13             | Netflix (Stany Zjednoczone, Polska)        | Bones / Millarworld Production                                            |       | [ 112 ] |

### Animowane crossovery
| Lata emisji | Tytuł                                                         | Emisja                                                 | Wytwórnia                                       | Uwagi                                    | Przypis |
| ----------- | ------------------------------------------------------------- | ------------------------------------------------------ | ----------------------------------------------- | ---------------------------------------- | ------- |
| 1979        | Fred and Barney Meet The Thing                                | NBC (Stany Zjednoczone)                                | Hanna-Barbera Productions / Marvel Comics Group | serial będący crossoverem z Flintstonami | [ 46 ]  |
| 2013        | Fineasz i Ferb: Misja Marvel Phineas and Ferb: Mission Marvel | Disney Channel / Disney XD (Stany Zjednoczone, Polska) | Disney Television Animation                     | odcinek specjalny serialu Fineasz i Ferb | [ 113 ] |